# الأمل الرياضي بالرقبة
الأمل الرياضي بالرقبة، هو فريق كرة قدم تونسي تأسس عام 2011 في عمادة الرقبة، ولاية تطاوين، يلعب هذا الفريق في الرابطة التونسية الثالثة لكرة القدم مستوى أول في موسم 2021 - 2022.

## وصلات خارجية
- صفحة الأمل الرياضي بالرقبة على موقع كوووة.
- الموقع الرسمي للجامعة التونسية لكرة القدم.